# マヌエル・パミッチ
マヌエル・パミッチ（Manuel Pamić, 1986年8月20日 - ）は、クロアチア・イストラ郡ジュミニ出身のサッカー選手。NKノヴィグラード所属。ポジションはDF（左サイドバック）。

## 経歴
生まれ故郷のジュミニをホームタウンとするNKジュミニでキャリアスタート。NKイストラ1961を経由してクロアチア1部のプルヴァHNLに属するHNKリエカへ移籍。同クラブでクロアチア1部でのデビューを果たす。
クロアチア代表レベルではA代表を除く各カテゴリーの代表チームに不動の左サイドバックとして選出され、数多くの国際大会に出場、近い将来A代表入りが期待されている左サイドバックである。
2008年1月にオーストリア・ブンデスリーガの強豪レッドブル・ザルツブルクへの移籍を果たす。契約期間は2011年夏までだったが、2009年にACスパルタ・プラハへとローン移籍すると、そのままスパルタ・プラハへと完全移籍した。2013年7月19日、セリエAのACキエーヴォ・ヴェローナに期限付き移籍。翌年1月24日、セリエBのACシエーナにローンで加入した。2014-15シーズンはスパルタ・プラハにレンタルバックし約半年間プレー。2015年1月14日、フロジノーネ・カルチョに移籍し、クラブ初となるセリエA昇格を経験した。
2015年9月15日、プロデビューを果たした古巣のクラブであるNKイストラ1961に復帰した。